# Disparu au combat
 (mai 2020).
Si vous disposez d'ouvrages ou d'articles de référence ou si vous connaissez des sites web de qualité traitant du thème abordé ici, merci de compléter l'article en donnant les références utiles à sa vérifiabilité et en les liant à la section « Notes et références ».

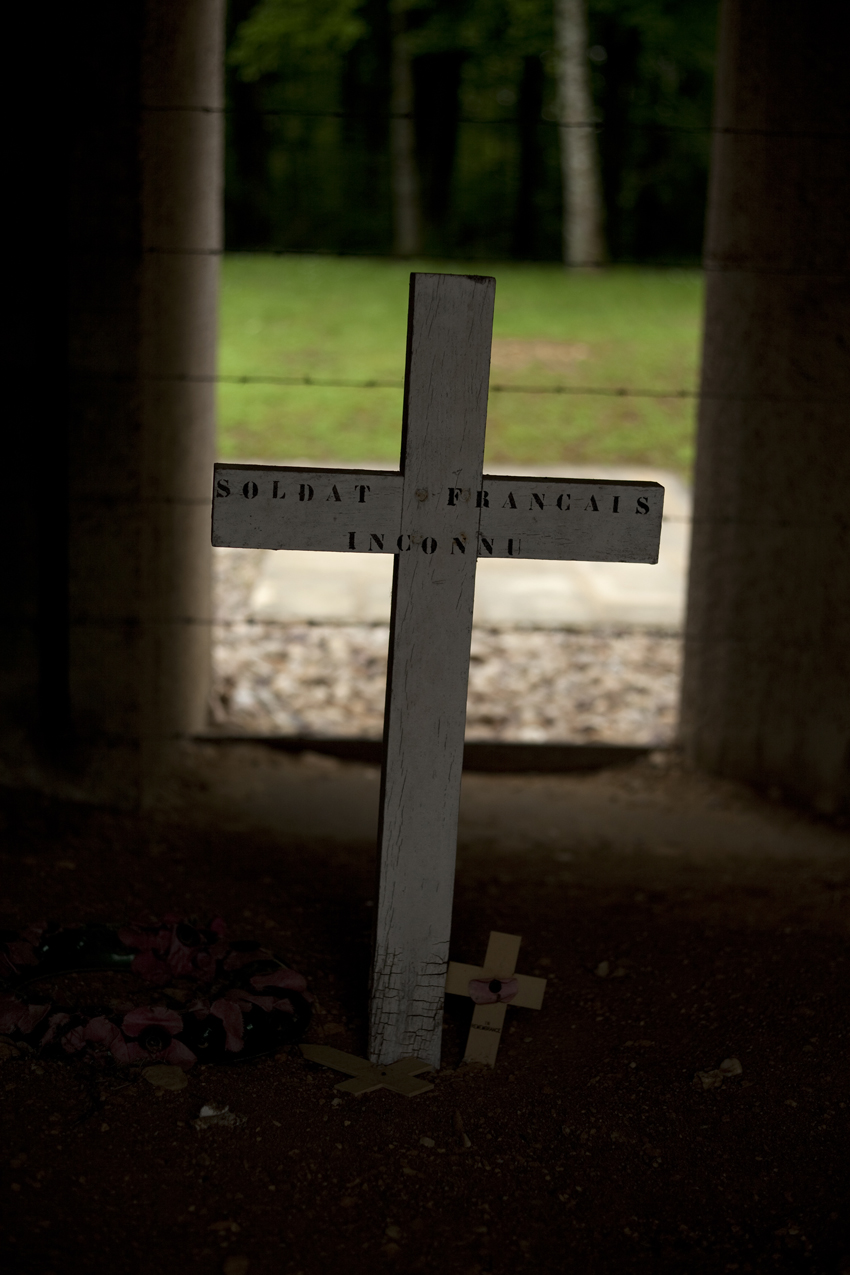
Tombe d'un soldat français inconnu de la Première Guerre mondiale à l'Ossuaire de Douaumont. Son identité étant inconnue, ce soldat est disparu au combat.

Le terme de disparu au combat est une classification de pertes désignant un personnel militaire étant déclaré disparu pendant son service actif. Il a pu être tué, blessé, fait prisonnier ou a pu déserter. S'il est décédé, ni son corps, ni sa tombe n'ont pu être clairement identifiés.
Le terme est principalement connu sous son acronyme anglais, MIA (missing in action).
C'est un des quatre termes principaux utilisés pour définir les pertes militaires avec tué au combat, blessé au combat et prisonnier de guerre.

## Problématique et solutions
La problématique de l'identification des pertes militaires amena à la création des plaques d'identité militaire. Les États-Unis ont créé plusieurs organismes chargés de retrouver les disparus au combat et rapatrier les corps, le dernier fondé en 2015 est le Defense POW/MIA Accounting Agency.